# 蓟马科
蓟马科（学名：Thripidae）是缨翅目下的一个科。

## 下属分类
本科包括以下属：